# Les Boys de la compagnie C
Pour plus de détails, voir Fiche technique et Distribution.
Les Boys de la compagnie C (The Boys in Company C) est un film américano-hongkongais de Sidney J. Furie sorti en 1978.

## Synopsis
Pendant la guerre du Viêt Nam en 1967, une unité des Marines affronte une équipe locale de football.

## Fiche technique
- Titre français : Les Boys de la compagnie C[1]
- Titre original : The Boys in Company C
- Réalisation : Sidney J. Furie
- Scénario : Sidney J. Furie et Rick Natkin
- Production : EMI / Raymond Chow
- Pays de production :  Hong Kong britannique -  États-Unis
- Langue originale : anglais
- Genre : drame de guerre
- Durée : 128 minutes
- Dates de sortie :
  - États-Unis : 2 février 1978 (New York)
  - France : 1983 (vidéocassette)

## Distribution
- Stan Shaw : Le sergent Tyrone Washington
- Scott Hylands : Le capitaine Collins
- James Whitmore Jr. : Le lieutenant Archer
- Andrew Stevens : Billy Ray Pike
- James Canning : Alvin Foster
- Michael Lembeck : Vinnie Fazio
- Craig Wasson : Dave Bisbee
- R. Lee Ermey : Le sergent Loyce
- Noble Willingham : Le sergent Curry
- Santos Morales : Le sergent Aquilla

## Autour du film
Les Boys de la compagnie C est le premier des trois films que Sidney J. Furie consacre au conflit vietnamien.  Il sera suivi de  Au cœur de l'enfer en 1984 et de Frères de guerre en 2001.
Le film est financé par un producteur de Hong Kong et est tourné aux Philippines.  Il sort en 1978, au moment où le cinéma américain commence à aborder le conflit avec des films comme Retour de Hal Ashby, Voyage au bout de l'enfer de Michael Cimino et, par la suite, Apocalypse Now de Francis Ford Coppola. 